# Ziv Nevo Kulman
Ziv Nevo Kulman, född 3 juni 1969 i Tel Aviv, är en israelisk diplomat. Sedan år 2021 är han Israels ambassadör i Sverige.

## Biografi
Ziv Nevo Kulman har en kandidatexamen i konsthistoria samt en masterexamen från det tvärvetenskapliga konstprogrammet vid Tel Aviv University.
Han talar flytande hebreiska, engelska och franska och har goda kunskaper i japanska samt viss kunskap i italienska och tjeckiska.

### Karriär
Han började arbeta vid Israels utrikesdepartement 1995 och har tjänstgjort som kulturattaché i Tokyo (1999–2003) och Paris (2008–2012), biträdande ambassadör i Prag (2006–2008) samt generalkonsul i Montreal (2014–2017). I Israel har han bland annat haft uppdrag som chef för utrikesdepartementets utbildningsavdelning (2012–2014) och chef för kulturdiplomatin (2017–2021).
Ziv Nevo Kulman kom ut som homosexuell år 1999 och har engagerat sig mycket i HBTQ-frågor. De tre sista åren av sin vistelse i Jerusalem, innan han flyttade till Sverige, arbetade han som volontär på utbildningsprogrammet vid Jerusalem Open House, som bland annat arrangerar Jerusalem Pride. Under tjänstgöringen i Tokyo blev han och hans dåvarande partner det första samkönade diplomatparet som officiellt accepterades i Japan.

#### Ambassadör i Sverige
Sin första tjänst som ambassadör fick han i augusti 2021, då han blev Israels ambassadör i Sverige. Han uppger att det var hans förstaval när han sökte olika tjänster som karriärdiplomat.
I oktober 2021 skapade Ziv Nevo Kulman rubriker i både Sverige och Israel efter att i en intervju med Dagens Nyheter ha slagit fast att Israel inte kommer ha några som helst kontakter med Sverigedemokraterna, som då blivit stödparti åt regeringen Kristersson. Nevo Kulman förklarade att detta grundade sig på en "moralisk ståndpunkt" att stå emot "extremhögerpartier".
Efter att kriget mellan Hamas och Israel bröt ut i oktober 2023 har Ziv Nevo Kulman framträtt i svensk media och försvarat den israeliska krigföringen. Han har bland sagt att många svenskar har en "groteskt förenklad syn" på konflikten. Han har också varit engagerad i debatten kring bojkotter av Eurovision Song Contest 2024 i Malmö. När över 1000 svenska artister i januari 2024 skrev på ett upprop som kritiserades Israels agerande och krävde att landet skulle uteslutas ur sångtävlingen kallade han det för "en present till terroristerna i Hamas". När Vänsterpartiets partiledare Nooshi Dadgostar krävde att Israel skulle portas från Eurovision samma månad svarade han henne på Twitter: "Att uppmana till bojkott av Israel är att stötta Hamas och att ge terrorismen ett pris."